# Sandbox (игровой редактор)
Sandbox — редактор уровней, который позволяет конструировать карты и модификации в трёхмерной среде CryEngine или CryEngine 2. Разработчик редактора — Crytek. Sandbox 1 (официальный релиз — 2004 г.) поставляется вместе с Far Cry и базируется на движке CryEngine, а Sandbox 2 (официальный релиз — 2007 г.) поставляется вместе с Crysis и базируется на движке CryEngine 2.
Стиль редактирования акцентирован на создании больших ландшафтов и свободного стиля программирования миссий. Редактор также поддерживает создание закрытых (англ. indoor) уровней или локаций.

## Описание
Противопоставляемый таким редакторам, как UnrealEd, которые используют «отнимающий (англ. subtractive)» стиль редактирования, Sandbox использует «дополняющий, аддитивный (англ. additive)» стиль (как в Quake 2). Объекты добавляются к цельному пустому пространству.
«Отнимающий» стиль используется только в Unreal Engine 1 (UnrealEd 1.0 и 2.0). Unreal Engine 2 (UnrealEd 3.0) и Unreal Engine 3 (обновленный старый UnrealEd и полностью новый UnrealEd) используют оба стиля редактирования.

Редактор карт Sandbox в действии

Sandbox сконцентрирован на потенциально огромных пространствах (в теории, сотни квадратных километров), и это значит, что он должен использовать алгоритмы для закрашивания текстур и объектов на рельефе. Он использует различные параметры для определения распределения текстур или типов растительности. Это позволяет сохранить время и сделать редактирование таких больших территорий выполнимыми. Этот подход отличается от некоторых стилей редактирования, которые часто используются для создания «фальшивых фонов», создающих иллюзию больших ландшафтов.
Sandbox имеет способность сразу же, нажатием одной кнопки, перейти с режима редактирования в режим игры. В этом его сходство с другим 3D-рендерером: Blender. Эта функция позволяет обойтись без загрузки игры, так как игровой движок уже запущен во время режима редактирования.
Редактор также поддерживает все особенности игрового движка, такие как: транспортные средства, физика, создание скриптов, продвинутое освещение (включая движущиеся тени реального времени), технологию Polybump, шейдеры, трехмерное аудио, инверсную кинематику персонажей и плавное сопряжение анимации, динамическую музыку.

## Sandbox 1
Sandbox 1 (полное название — CryEngine Sandbox editor) поставляется вместе с компьютерной игрой Far Cry и базируется на игровом движке CryEngine. Вышел 23 марта 2004 года.
SandBox предоставляет возможность создания пользователем собственного игрового уровня, как для сетевого режима, так и для одиночной игры.
Основные возможности редактора:
- создание и редактирование ландшафта в реальном времени;
- регулирование уровня моря;
- авто наложение и управление слоями текстур, основанное на ограничениях по высоте и наклону поверхности;
- возможность ручного наложения текстур при помощи инструмента «Layer Painter»;
- настройка и размещение объектов растительности;
- расстановка статических и динамических объектов;
- управление игровым процессом при помощи «событий»;
- гибкое управление искусственным интеллектом;
- быстрый доступ к скриптам объектов (изменение и обновление);
- тест уровня в реальном времени.

При помощи SandBox можно создавать игровые уровни и объединять их в целые модификации. Имея определённые познания в 3d моделировании, и языке lua скриптов, можно создать совершенно новую игру на движке CryEngine.

## Sandbox 2
Sandbox 2 (полное название — CryEngine 2 Sandbox 2 editor) поставляется вместе с компьютерной игрой Crysis и базируется на игровом движке CryEngine 2. Редактор был выпущен в составе демоверсии Crysis 27 октября 2007 года, а позже в составе полной версии игры 13 ноября 2007 года.
Crytek, согласно заявлению, использовала Sandbox 2 для создания игры Crysis.
Однако возможности Sandbox 2 ограничены игровым движком, текстурами и 3D-объектами, которые присутствуют в игре. Для импорта 3D-моделей и других ресурсов в Sandbox с внешних приложений (3ds max, Maya), 21 февраля 2008 года Crytek выпустила Crysis Mod SDK.
Как заявлено в руководстве, сопровождающем Sandbox 2, Windows XP Professional x64 Edition и Windows Vista x64 Edition являются единственными операционными системами, которые официально поддерживаются редактором. По словам Crytek, использование 32-битных систем может привести к нестабильной работе программы. Это связано с низким количеством доступной виртуальной памяти — не более 2 ГБ на один процесс).

### Особенности Sandbox 2
Хотя Sandbox 2 и поставляется вместе с игрой Crysis, устанавливать его необходимо отдельно. Он находится в каталоге Sandbox2 на диске с игрой.
Игровой движок CryEngine 2 полностью интегрирован с игровым редактором CryEngine 2 Sandbox 2 editor для предоставления дизайнерам функционала, соответствующего принципам «Что вы видите, в то вы и играете» (англ. What you see is what you play).
Встроенный редактор лицевой анимации (англ. Embedded Facial Animation Editor)
Инструмент редактирования лицевой анимации использует звуковую волновую технологию анализа для автоматического извлечения фонем и других ключевых особенностей речи. На основе этого анализа инструмент анимирует особенности лица и обеспечивает убедительную синхронизацию губ. Сложный и удобный множественный пользовательский интерфейс, основанный на принципе Drag and Drop, позволяет определять и комбинировать выражения лица многими способами с последующей быстрой и интуитивной анимацией. Выражения и анимации могут быть созданы единожды, а потом применены к большому количеству моделей.
Инструмент видео треккинга (англ. video tracking) вместе с вышеописанным инструментом редактирования лицевой анимации может использоваться для захвата движения с лиц актёров, используя для этого стандартную видеокамеру. Эти захваченные движения могут быть переданы непосредственно в желаемую лицевую модель в редакторе, где выражения и движения лица могут быть совмещены с синхронизацией губ (англ. lip sync) и/или далее отредактированы аниматором.
Интегрированная система растительности и генерации поверхности ландшафта (англ. Integrated Vegetation and Terrain Cover Generation System)
Данная система позволяет процедурно размещать растительность на карте таким образом, что эта растительность будет вести себя согласно естественным правилам. Данная система учитывает желанный и допустимый наклон земли, высоту земной поверхности, допустимую плотность растений. Таким образом, с помощью данного инструмента можно в реальном времени создать правдоподобную окружающую среду, не прибегая к услугам дизайнера уровней, который должен был бы создавать каждую былинку или дерево по отдельности.
Растительность может также поглотить (перенять) немного цвета от основной текстуры ландшафта для того, чтобы более естественно слиться с окружающей средой.
Продвинутая система ландшафта с интегрированной технологией воксельных объектов (англ. Advanced Terrain System with Integrated Voxel Objects Technology)
Данная система позволяет дизайнерам уровней помещать нависающие утёсы, пещеры и туннели на уровнях, а также позволяет корректировать детали ландшафта на отдельном секторе всего уровня с тем, чтобы уменьшить общее количество полигонов на уровне.
Потоковый граф (англ. Flow Graph)
Визуальная система редактирования позволяет дизайнерам устанавливать события, триггеры и другую игровую логику. Визуальная система редактирования построена на основе графов: узлы графа (блоки) соединены между собой линиями. Это позволяет определять их свойства и изменение состояния. Благодаря визуальной системе редактирования, построенной на потоковых графах, дизайнеры могут создавать сложные уровни без написания кода на C++ или Lua-скриптов.
Продвинутая система мягких частиц и интегрированный редактор эффектов (англ. Advanced Soft Particle System and Integrated FX Editor)
Данная система упрощает создание чрезвычайно сложных взрывов, огня, дыма и других специальных эффектов благодаря использованию системы мягких частиц нового поколения. Мягкие частицы могут сталкиваться с любыми объектами, воздействовать или реагировать на воздействия таких сил, как ветер и гравитация, а также могут взаимодействовать с освещением и тенью.
Динамические параметры настройки времени дня (англ. Dynamic Time of Day Settings)
Благодаря данной системе возможно динамическое изменение времени дня во время игры. Возможно выбрать условия освещения и позицию солнца/луны по любому предопределённому 24-часовому циклу: от синего и туманного утреннего восхода солнца до пламенного оранжевого заката и ясной холодной залитой лунным светом ночи.
Инструменты для создания дорог и рек (англ. Road and River Tools)
Данные интегрированные инструментальные средства существенно упрощают процесс локального сглаживания (англ. smoothing) и выравнивания (англ. leveling) ландшафта, а также упрощают процесс применения плиточных текстур для создания путей, дорог и рек, которые проходят через разнообразные пейзажи и пересечённую местность.
Редактор транспортных средств (англ. Vehicle Editor)
Редактор транспортных средств позволяет разработчикам, в общем, устанавливать и настраивать систему повреждения транспортного средства, а в частности:
- определять составные компоненты транспортного средства, которые поддаются повреждениям;
- определять эффекты повреждений;
- определять места пассажиров и их взаимодействие с такими особенностями транспорта, как способность управлять турелью, танковой башней и другим вооружением, установленным на транспортном средстве;
- обеспечивать полный контроль над мотором и физическими параметрами транспортного средства;
- управлять эффектами выхлопных и поверхностных частиц транспортного средства.

## Sandbox 3
Sandbox 3 вышел в июле 2011 года.